# Jab'a
Jab'a (àrab: الجبعة, al-Jabʿa) és una vila de la governació de Betlem, al centre de Cisjordània, situada 17 kilòmetres al nord d'Hebron i 15 kilòmetres al sud-est de Betlem. Segons l'Oficina Central d'Estadístiques de Palestina (PCBS), tenia 1.128 habitants en 2016. Situada a tres quilòmetres a l'est de la Línia Verda, es troba a la zona de separació, envoltada pels assentaments israelians del Consell Regional de Gush Etzion i el Mur de Cisjordània. Les viles més properes són Surif, Wadi Fukin i Nahalin al nord. Té una àrea de 10,099 dúnams, dels quals 1,002 dúnams són sòl edificat.

## Història
Jab'a data dels Canaanites. Las vila és esmentada en l' Onomasticon d'Eusebi de Cesarea com a Gabatha [Gava'ot] (Γαβαθα), segons el geògraf històric Samuel Klein era Jab'a, al sud-oest de Bayt Nattif, i que era el lloc d'enterrament del profeta Habacuc, encara que Eusebi proposa que Habacuc va ser enterrat vora un lloc anomenat Ενκηλα (`Ain Qe'ilah), a set milles de Beit Jubrin, i que el lloc ara s'anomena Khirbet Qila. Les cases del poble són petites i consten d'una àmplia habitació envoltada d'una àmplia zona de camps de conreu, on es conreen raïm, ametlles i olives.
S'hi han trobat restes de ceràmica romana d'Orient.

### Època otomana
En 1596 Jaba apareixia als registres fiscals otomans com a part de la nàhiya d'al-Quds del liwà homònim. Tenia una població de 3 llars musulmanes i pagava impostos sobre blat, ordi, olives i cabres o ruscs.
En 1863 l'explorador francès Victor Guérin va trobar Jab'a reduïda a un centenar d'ànimes. En 1883 el Survey of Western Palestine del Fons per a l'Exploració de Palestina descrivia Jeba com «una petita aldea situada sobre una cresta alta i estreta, amb una vall inclinada al nord, les cases són de pedra. A l'est hi ha coves a la cara de la roca.»

### Època del Mandat Britànic
En el cens de Palestina de 1922, organitzat per les autoritats del Mandat Britànic, Al Jaba'a tenia 122 habitants, tots musulmans. mentre que en el cens de Palestina de 1931, El Jab'a tenia 176 musulmans, en un total de 36 cases.
En el cens de 1945, la població d'El Jab'a era de 210 musulmans, que posseïen 5,593 dúnams de terra segons un cens oficial de terra i població. 102 dúnams eren plantacions i regadiu, 1,880 usats per a cereals, mentre 12 dúnams eren sòl edificat.

### Després de 1948
En la vespra de guerra araboisraeliana de 1948, i després dels acords d'armistici araboisraelians de 1949, Jab'a fou ocupada pel regne haixemita de Jordània. Després de la Guerra dels Sis Dies de 1967 va romandre sota l'ocupació israeliana.
El 25 de febrer de 2015, en un aparent atac de responsabilitat compartida, es va incendiar una mesquita al poble. La policia israeliana la investigava. L'atac va coincidir amb l'aniversari de la massacre de la Cova dels Patriarques que va tenir lloc a Hebron fa 21 anys. El foc va ser descobert pels fidels que el van extingir ràpidament. Les catifes i les parets es van veure danyades però no es va informar de lesions. El graffiti en hebreu demanava "atacs de venjança" contra àrabs i musulmans, segons testimonis oculars.